# راه‌آب‌مگس‌ریختان
راه‌آب‌مگس‌ریختان (نام علمی: Psychodomorpha) نام یک فروراسته از زیرراسته نخ‌شاخکان است.